# Aplysioidea
Super-famille
Aplysioidea est une super-famille de mollusques opisthobranches de l'ordre des Aplysiida. Elle ne comporte que la famille des Aplysiidae.

## Liste des genres
Selon World Register of Marine Species (16 juin 2014) :
- famille Aplysiidae Lamarck, 1809
  - genre Aplysia Linnaeus, 1767
  - genre Barnardaclesia Eales & Engel, 1935
  - genre Bursatella Blainville, 1817
  - genre Dolabella Lamarck, 1801
  - genre Dolabrifera Gray, 1847
  - genre Notarchus Cuvier, 1816
  - genre Paraplysia Pilsbry, 1895
  - genre Petalifera Gray, 1847
  - genre Phyllaplysia P. Fischer, 1872
  - genre Stylocheilus Gould, 1852
  - genre Syphonota H. Adams & A. Adams, 1854